# Puka Temu
Sir Puka Temu est un homme politique papou-néo-guinéen.

## Biographie
Diplômé de l'université de Papouasie-Nouvelle-Guinée en 1976, l'année qui suit l'indépendance du pays, il est employé dans le service public. Il atteint le poste de secrétaire de département (en), c'est-à-dire chef de l'administration, au ministère de la Santé de 1996 à 2001. En 2000, il est fait compagnon de l'ordre de Saint-Michel et Saint-Georges par la reine de Papouasie-Nouvelle-Guinée, Élisabeth II.
Il entre au Parlement national en 2002 comme député d'Abau, une circonscription rurale du Sepik occidental, avec l'étiquette du Parti de l'alliance nationale. Il est fait ministre du Service public et ministre chargé des relations avec le Parlement dans le gouvernement de Sir Michael Somare, d'août 2002 à mars 2003. De janvier à décembre 2004, il est ministre des Entreprises publiques et ministre de l'Information. En janvier 2005 il est fait ministre des Terres. Réélu député aux élections de 2007, il conserve ce portefeuille ministériel et devient également vice-Premier ministre. En 2009 il est fait chevalier-commandeur de l'ordre de l'Empire britannique pour services rendus à la communauté durant ses années dans le service public.
En juillet 2010 il participe sans succès à une tentative de renversement de Michael Somare par une motion de censure, et se retrouve ainsi sur les bancs de l'opposition. Il est alors choisi par les députés de l'opposition comme nouveau chef de l'opposition parlementaire, succédant à Sir Mekere Morauta. En août 2011 il est nommé ministre de l'Agriculture par le nouveau Premier ministre Peter O'Neill. Il conserve son siège de député aux élections de 2012, cette fois avec l'étiquette du Parti pour notre développement, qu'il a co-fondé pour ce scrutin. Il est le ministre des Services publics du gouvernement O'Neill durant la législature 2012-2017, et rejoint durant ce temps le parti du Premier ministre, le Congrès national populaire,,,.
Réélu pour un quatrième mandat de député en 2017, il est fait ministre de la Santé par Peter O'Neill. En avril 2019 il quitte le gouvernement et en mai il quitte le Congrès national populaire et rejoint le Parti pour notre développement. De juin 2019 à septembre 2020, sous le nouveau Premier ministre James Marape, il est le ministre pour Bougainville. Cette période coïncide avec le référendum d'indépendance de cette région autonome. À l'issue du vote, qui s'avère favorable à l'indépendance malgré les souhaits contraires du gouvernement national, Sir Puka joue ainsi un rôle de premier plan dans le début des négociations devant mener la région à un nouveau statut. D'octobre à novembre 2020 il est à nouveau brièvement ministre de la Santé, durant la pandémie de Covid-19 en Papouasie-Nouvelle-Guinée. En novembre 2020 il rejoint les bancs de l'opposition, cherchant à nouveau sans succès à renverser le gouvernement par une motion de censure,,,,.
En mars 2024 il est nommé ministre fantôme des affaires de Bougainville, ainsi que de l'aménagement du territoire de Papouasie-Nouvelle-Guinée, dans le cabinet fantôme de l'opposition parlementaire que mène Douglas Tomuriesa,.